# Muntanyes dels Burgans
Les Muntanyes dels Burgans és una serra situada al municipi de Tivissa a la comarca de la Ribera d'Ebre, amb una elevació màxima de 374 metres.